# Frontière entre l'Afrique du Sud et l'Eswatini
Cette frontière sépare l'Afrique du Sud et l' Eswatini. Le principal point de passage entre ces deux pays est le poste-frontière se trouvant à Oshoek (Afrique du Sud)–Ngwenya (Eswatini). Elle s'étend sur 438 km

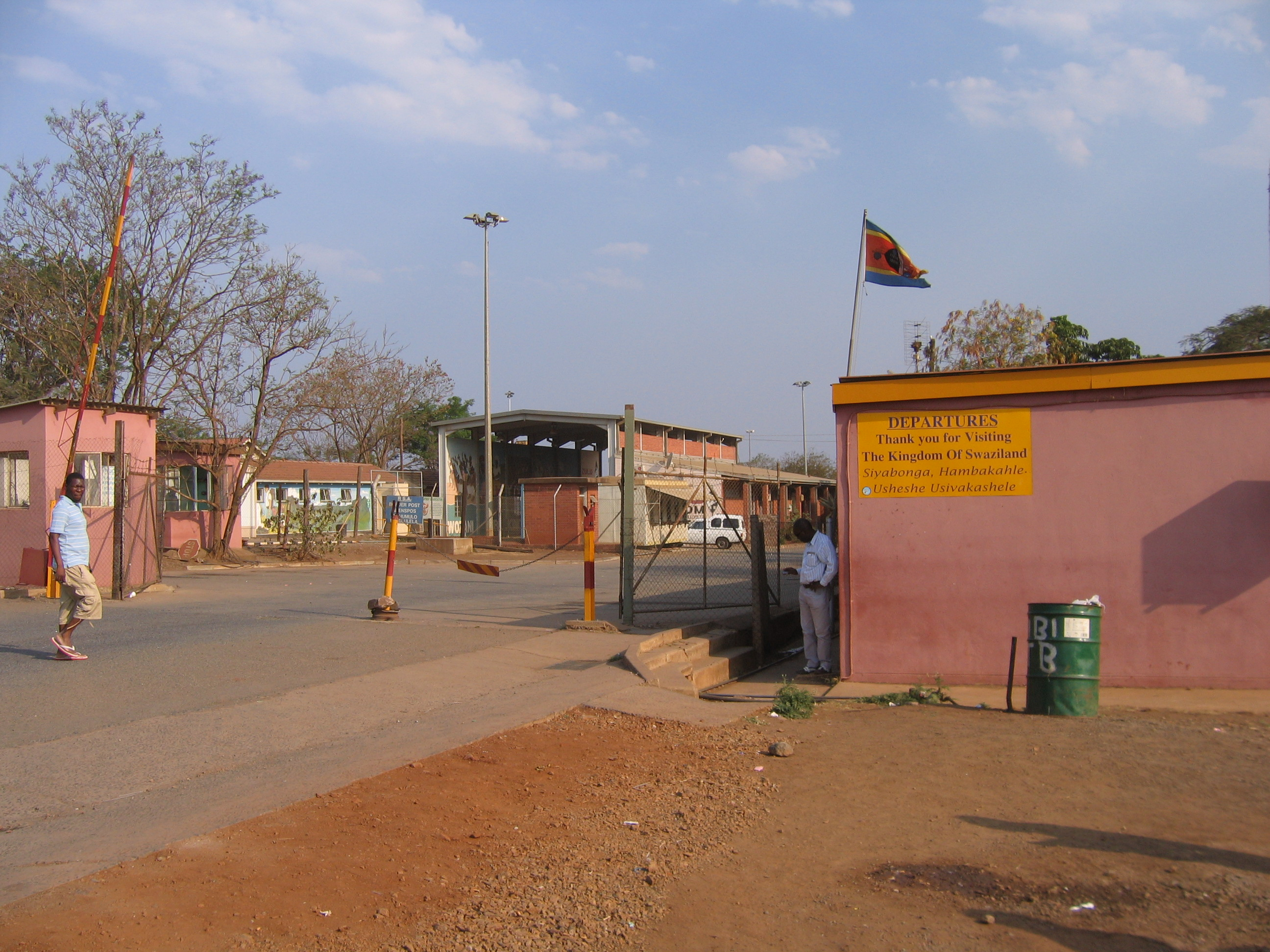
Frontière près du Village culturel de l'Eswatini
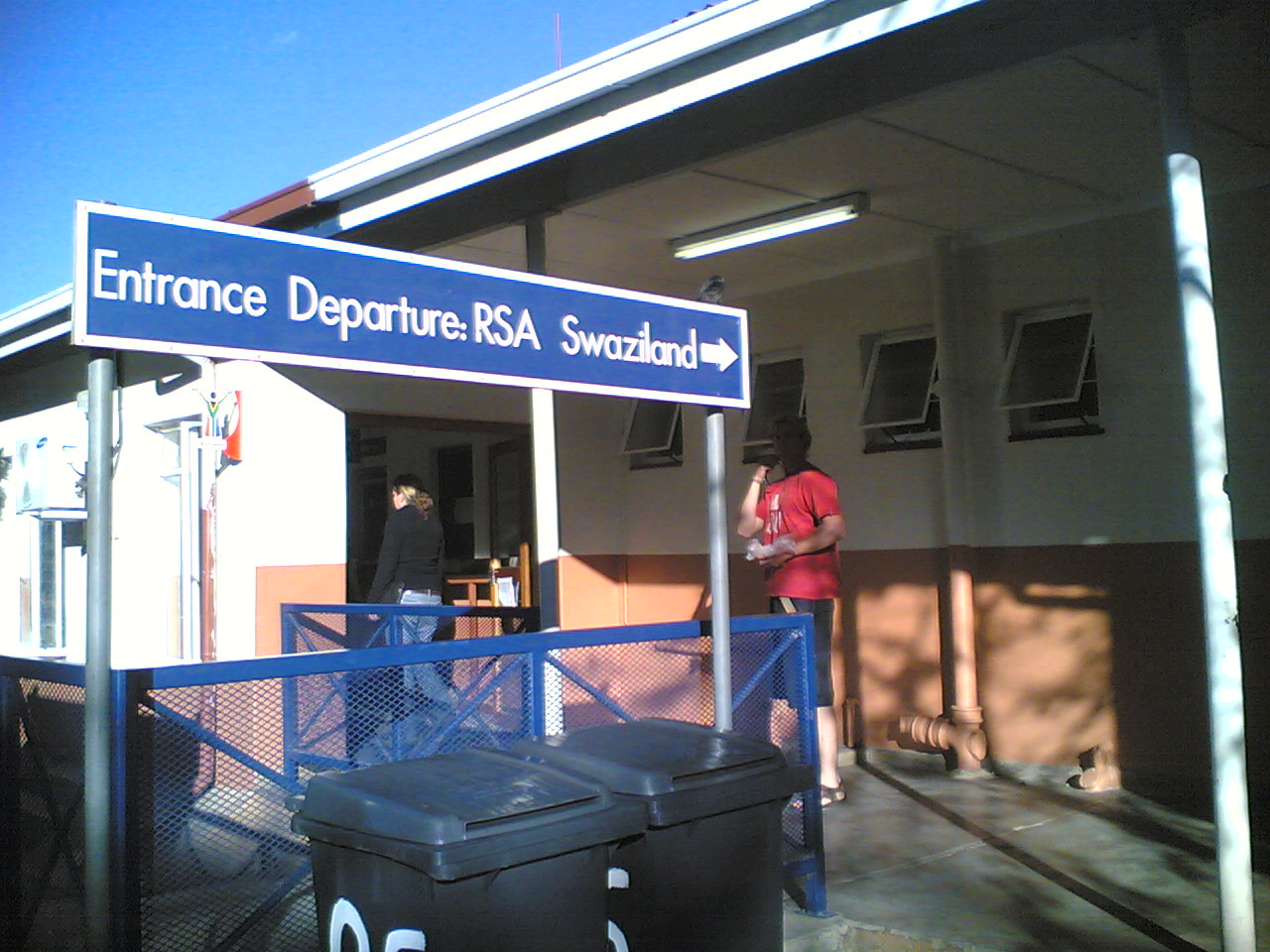
Poste-frontière entre le Eswatini et l'Afrique du Sud.